# Sir Charles Hardy Group National Park
Sir Charles Hardy Group National Park är en nationalpark i Australien.   Den ligger i delstaten Queensland, i den nordöstra delen av landet, 2 700 km norr om huvudstaden Canberra.
Savannklimat råder i trakten. Årsmedeltemperaturen i trakten är 23 °C. Den varmaste månaden är januari, då medeltemperaturen är 25 °C, och den kallaste är juni, med 22 °C. Genomsnittlig årsnederbörd är 1 415 millimeter. Den regnigaste månaden är mars, med i genomsnitt 387 mm nederbörd, och den torraste är augusti, med 4 mm nederbörd.